# ケリー・フォックス
ケリー・フォックス（Kerry Fox,1966年7月30日 - ）はニュージーランド・ウェリントン出身の女優。

## 略歴
1990年にジェーン・カンピオン監督の『エンジェル・アット・マイ・テーブル』のオーディションに合格して映画デビュー。その後、オーストラリアやイギリス映画によく出演している。
2001年には『インティマシー/親密』で第51回ベルリン国際映画祭で女優賞を受賞した。

## 主な出演作品
- エンジェル・アット・マイ・テーブル An Angel at My Table (1990)
- シャロウ・グレイブ Shallow Grave (1995)
- ウェルカム・トゥ・サラエボ Welcome to Sarajevo (1997)
- クロコダイルの涙 The Wisdom of Crocodiles (1998)
- インティマシー/親密 Intimacy (2000)
- ネバー・セイ・ダイ The Point Man (2001)
- ギャザリング（英語版） The Gathering (2002)
- ブライト・スター いちばん美しい恋の詩 Bright Star (2009)
- イントルーダーズ Intruders (2011)
- リトル・ジョー Little Joe (2019)